# Yoshifumi Kashiwa
Yoshifumi Kashiwa (柏 好文 Kashiwa Yoshifumi?), född 28 juli 1987 i Yamanashi prefektur, är en japansk fotbollsspelare.
Kashiwa började sin karriär 2010 i Ventforet Kofu. Han spelade 120 ligamatcher för klubben. 2014 flyttade han till Sanfrecce Hiroshima. Med Sanfrecce Hiroshima vann han japanska ligan 2015.